# Kroymann (Satiresendung)
Kroymann ist eine deutsche Comedysendung, die seit dem 9. März 2017 von der ARD im Ersten ausgestrahlt wird. Die Sendung besteht aus satirischen Beiträgen der Schauspielerin Maren Kroymann, die aktuelle gesellschaftliche Probleme sowie feministische Themen behandeln. Am Ende vieler Folgen singt Kroymann ein Lied zu aktuellen Themen aus der Gesellschaft.
Kroymann wird von der bildundtonfabrik in Köln produziert, im Auftrag von NDR, rbb, Radio Bremen, WDR und SWR.

## Aktuelle Hauptdarsteller
Sortiert nach der Reihenfolge des Einstiegs.
| Schauspieler                   | Rolle               | Episoden      | Zeitraum  |
| ------------------------------ | ------------------- | ------------- | --------- |
| Maren Kroymann                 | verschiedene Rollen | 1–            | 2017–     |
| Annette Frier                  | verschiedene Rollen | 1–14, 16–     | 2017–     |
| Maximilian Meyer-Bretschneider | Emmanuel Macron     | 2–4, 6, 11–12 | 2018–2020 |

## Episodenliste

### Staffel 1
| Folge gesamt | Folge Staffel | Erstausstrahlung | Themen der Sendung |
| ------------ | ------------- | ---------------- | --- |
| 1            | 1             | 9. März 2017     | Kroymann bei Psychologin, Frauen in Führungspositionen, Ältere bei Femen-Protesten, Erika Steinbach und Gleichgeschlechtliche Ehe, Schauspielerin Monica Pavoni in Schauspielschule und Song über Ältere bei Wahlen                    |
| 2            | 2             | 11. Jan. 2018    | Kroymann bei Annette Frier, Eliten (Bankhaus Stienz), Nachtgespräch über Sexismus im Alltag, Schwaben und Flüchtlinge, Die Macrons, Verhaltensratgeber für Männer und Song über Ältere Menschen bei Facebook                           |
| 3            | 3             | 8. März 2018     | Kampagne „Ich-hab-auch-nichts-gesehen“, Kroymann bei Masseurin, Spießige Kinder und ihre Eltern, AfT über Zuwanderung auf dem Todesstern, Kroymann und ihre Putzfrau, Die Macrons, „Spiel um dein Leben“ und Song über das Älterwerden |

### Staffel 2
| Folge gesamt | Folge Staffel | Erstausstrahlung | Themen der Sendung |
| ------------ | ------------- | ---------------- | --- |
| 4            | 1             | 4. Okt. 2018     | Kroymann facetimt mit Freundin Ute, Ärztin diagnostiziert AfD-positiv, 60-Jährige wird von Mutter gebeten auszuziehen, Führungskräftecoach Dr. Hannelore Körner, Die Macrons, Erster Schwuler in Tramstedt, und Song über Ost- und Westdeutschland |
| 5            | 2             | 8. Nov. 2018     | Kroymann bei Nachbarin Katharina, Green Watchers und Umweltfreundlichkeit, Polizei nimmt Anzeige wegen Autodiebstahl auf, Kroymann macht Zeitreise in die 60er zu ihrem Ich, Diskussion über die Rolle der Frau in der Kirche, Integration von Superreichen im Alltag und Song über die Rente in Deutschland                                                                  |
| 6            | 3             | 6. Dez. 2018     | Kroymann bekommt Besuch von einer Steuerprüferin, Göttin möchte Gleichberechtigung, Helikopterkinder und ihre Eltern, Die Macrons, Reporterin besucht Pippi Langstrumpf, Oma sucht für ihren Enkel eine Puppe und Song über Taschendiebe |
| 7            | 4             | 31. Jan. 2019    | Kroymann bei Automechanikerin Jenny, ältere Menschen über das Internet und soziale Medien, Vlog: Wie komme ich billig unter die Erde? mit Margitta Steward, Kroymann macht wieder eine Zeitreise und warnt ihr jüngeres Ich davor Päpstin zu werden, Frau spricht nur über Krankheiten, Interview mit einer Astronautin und einem Astronauten und Song über Menschen am Handy |

### Staffel 3
| Folge gesamt | Folge Staffel | Erstausstrahlung | Themen der Sendung |
| ------------ | ------------- | ---------------- | --- |
| 8            | 1             | 31. Okt. 2019    | Kroymann bei Physiotherapeutin Verena, zwei Frauen beim Lästern bei Kaffee und Kuchen, Jesus und seine Frau Silke, Renate bei den anonymen Alten, Ursula von der Leyen und ihr Mann Heiko, III will mehr Hass im Internet und Song über Klimawandel und Umweltkatastrophen, Lied Apokalypso |
| 9            | 2             | 5. Dez. 2019     | Kroymann bei Bestatterin Nora, Geburtsvorbereitungskurs für Großmütter, Gaffer am Unfallort, gegenseitiges übertriebenes Loben, Superheldin Elderly Widow, weibliche Quizmoderatorin und Song über Männer in Gruppen |
| 10           | 3             | 6. Feb. 2020     | Kroymann bei Kostümverkäuferin im Kölner Karneval, Großmutter schlägt Scheidung zwecks besserer Kinderbetreuung vor, Frau wird Vorstandsvorsitzende eines Autokonzerns in der Krise, Bewertung des Lebens nach dem Tod, Big Data beim Metzger und Song über Werbeverbot für Abtreibungen |
| 11           | 4             | 2. Apr. 2020     | Kroymann bei universeller Esoterikerin, Interview mit Barbie und Ken, Beratung im Baumarkt von Zubehör für besorgte Bürger (ZFBB), simulierte Kreuzfahrt bei Travelshame, Macron möchte ein leibliches Kind von Brigitte, „alternativer“ Kindergarten Weltenbummler für finanzstarke, konservative Familien, Panorama-Bericht über die professionelle Bankräuberin Helma Markwort und den Wandel ihres Berufsbilds wegen Kartenzahlung und Online-Banking |

### Staffel 4
| Folge gesamt | Folge Staffel | Erstausstrahlung | Themen der Sendung |
| ------------ | ------------- | ---------------- | --- |
| 12           | 1             | 5. Nov. 2020     | Kroymann im Videotelefonat mit ihrer Einrichtungsexpertin, Flüchtlingsdebatte auf Alien-Raumschiff um Aufnahme von Menschen, junger Mann kommuniziert mit Boutique-Besitzerin wie mit einem Online-Shop, die Macrons diskutieren über Corona-Krisenbewältigung, Großmutter betrachtet Enkelsohn wie schwer krank, psychologisches Gutachten in der Bundeswehr wegen Rechtsextremismusverdachts, Liebeslied ans Smartphone |
| 13           | 2             | 10. Dez. 2020    | Kroymann nimmt am Kochkurs „3 Gänge zum Glück“ teil, Homosexuellenvermittlung „Alibi Love“, Kartoffel-Himmler strebt nach Diversity im Unternehmen, Enkelin besucht Oma auf dem Land, Ehepaar beschwert sich über abgelaufene Schokolade im Hotel an der Rezeption, Super-Mama im Kreuzverhör |
| 14           | 3             | 28. Jan. 2021    | Kroymann wird nach ihrem Playboy-Shooting interviewt, Rentnerin heuert bei der BND-Cyberabwehr an, Paar holt Welpe beim Züchter ab, Gewissen redet Essen madig, Werbespot für „Empathie forte“, junges Paar im Wartezimmer des Standesamts, Lied Ich bin kurzsichtig und das ist auch gut so |

### Staffel 5
| Folge gesamt | Folge Staffel | Erstausstrahlung | Themen der Sendung |
| ------------ | ------------- | ---------------- | --- |
| 15           | 1             | 11. Nov. 2021    | Kroymann beim jungen Vertretungsarzt ihrer Frauenärztin, Mathematik-Leugnerin im Buchgeschäft, Kirschkernkissenmanufaktur wächst vom Kleinunternehmen zum globalen Ausbeuter, True-Crime-Podcasterin („Blutspur“) schafft selbst neue Inhalte, die Sportschau berichtet über die Deutschen Miesmacher Meisterschaften, Joachim Sauer und Angela Merkel nehmen japanischen Rasenmäher-Roboter in Betrieb, Lied über Body positivity bzw. Body egality                                                               |
| 16           | 2             | 18. Nov. 2021    | Kroymann in einem Theater im Gespräch vor dem Auftritt mit der Inhaberin, Gespräche im Friseursalon über das Vortäuschen, Enkel besuchen das Haus ihrer verstorbenen Oma, im Büro gibt es einen Beichtstuhl zum Lästern, auf dem Markt hat die Blumenverkäuferin keine Interesse an Kundschaft und die Tribute von Wohnen zeigen den Kampf um eine bezahlbare Wohnung. |
| 17           | 3             | 9. Dez. 2021     | Kroymann kriegt Besuch vom Tod, Eltern entschuldigen sich an Weihnachten bei ihrem Sohn und seiner Freundin, Hingeschaut - Das Magazin auf dem Bauernhof im Gespräch mit der Landwirtschaftsministerin über ihre neue Kampagne "Happy Animals", Herr Riedel im Einstellungsgespräch für eine Führungsposition bei Böhlinger Tiefkühlkost, Marlene hat ein Attest und ist deshalb vom Gendern befreit, Diskussion in einem Flugzeug mit Tankleck über eine mögliche Zwischenlandung und Lied über "Das Patriarchat" |

### Folgen mit Titel
| Folge gesamt | Titel                       | Erstausstrahlung | Themen der Sendung |
| ------------ | --------------------------- | ---------------- | ------------------ |
| 18           | Schöne Bescherung           | 22. Dez. 2022    |                    |
| 19           | Kroymann und das liebe Geld | 10. Jan. 2023    |                    |
| 20           | Ist die noch gut?           | 4. Jan. 2024     |                    |

## Specials
Zum 70. Geburtstag von Maren Kroymann und während der COVID-19-Pandemie in Deutschland erschienen Specials mit einer neuen Rahmenhandlung und Sketchen aus alten Folgen.
| Titel gesamt   | Erstausstrahlung | Themen der Sendung |
| -------------- | ---------------- | --- |
| Der Geburtstag | 11. Juli 2019    | Kroymann und Geburtstagsplanerin Hoppe, Göttin möchte Gleichberechtigung, Ärztin diagnostiziert AfD-positiv, Green Watchers und Umweltfreundlichkeit, Frauen in Führungspositionen, Spießige Kinder und ihre Eltern, Die Macrons, Schwaben und Flüchtlinge, Führungskräftecoach Dr. Hannelore Körner und Eliten (Bankhaus Stienz)                                                                                           |
| Die Entgiftung | 22. Mai 2020     | Kroymann und ihre Agentin beim „Detox“ im Luxushotel, Kroymanns Helikoptertochter, Polizisten unterstellen dem Opfer Mitschuld an Autodiebstahl, „Alternative für den Todesstern“, Kroymann bei Femen, die Macrons streiten um Zimmer im Élysée-Palast, Kampagne „Ich habe auch nichts gesehen“, sexistische TV-Debatte über Sexismus, Kroymanns Mutter drängt sie zum Auszug in ihre erste eigene Wohnung, Lied Apokalypso |

## Gastdarsteller
- Burghart Klaußner (1. Episode)
- Arved Birnbaum (1. und 2. Episode)
- Cordula Stratmann (1., 3., 20. Episode, Der Geburtstag und Die Entgiftung)
- Jürgen Rißmann (1., 3. und 4. Episode)
- Anna-Katharina Fecher (1. Episode)
- Volker Muthmann (1. Episode)
- Heiko Pinkowski (1. Episode)
- Thomas Heinze (2. Episode)
- Julia Hartmann (2. Episode)
- Jeannine Michaelsen (2. Episode)
- Michael Wittenborn (2. Episode)
- Piet Fuchs (2. Episode)
- Katjana Gerz (2. Episode)
- Hans-Heinrich Hardt (2. und 6. Episode)
- Claude-Oliver Rudolph (2. Episode)
- Gottfried Vollmer (2. Episode)
- Walter Kreye (3. und 13. Episode)
- Victoria Trauttmansdorff (3. Episode)
- Pierre M. Krause (3. Episode)
- Martina Eitner-Acheampong (3. Episode)
- Lena Urzendowsky (3. Episode)
- Ania Niedieck (3. Episode)
- Peter Heinrich Brix (4. Episode)
- Harald Maack (4. Episode)
- David Korbmann (4. Episode)
- Rainer Laupichler (4. Episode)
- Sebastian Krumbiegel (4. Episode)
- Jasmin Gerat (5. Episode)
- Denis Moschitto (5. Episode)
- Michaela May (5. und 20. Episode)
- Hildegard Schroedter (5. Episode)
- Tina Seydel (5. Episode)
- Nadine Wrietz (5. Episode)
- Lucie Hollmann (5. Episode)
- Lilli Fichtner (5., 6. und 7. Episode)
- Kasem Hoxha (5. Episode)
- Peter Lohmeyer (6. und 8. Episode)
- Christina Hecke (6. und 14. Episode)
- Karin Hanczewski (6. Episode)
- Leon Ullrich (6. Episode)
- Mathias Harrebye-Brandt (6. Episode)
- Wolfgang Pregler (6. Episode)
- Marie-Luise Marjan (7. Episode)
- Johann von Bülow (7. Episode)
- Lukas Piloty (7. Episode)
- Florian Wünsche (7. Episode)
- Vivien Sczesny (7. Episode)
- Uwe Ochsenknecht (Der Geburtstag)
- Suzanne von Borsody (Der Geburtstag)
- Maria Furtwängler (8. Episode)
- Oliver Mommsen (8. Episode)
- Kai Schumann (8. Episode)
- Moritz Führmann (8. Episode)
- Yasmina Filali (8. Episode)
- Alexander Koll (8. Episode)
- Nadja Zwanziger (8. Episode)
- Nina Weniger (8. Episode)
- Ulrich Schmissat (8. Episode)
- Floriane Daniel (9. Episode)
- Nina Kronjäger (9. Episode)
- Madeleine Niesche (9. Episode)
- Jörg Pilawa (9. Episode)
- Oliver Nägele (9. Episode)
- Pheline Roggan (9. Episode)
- Anna Stieblich (9. Episode)
- Katrin Heß (9. Episode)
- Anna von Haebler (9. Episode)
- Martin Baden (9. Episode)
- Rebecca Immanuel (10. Episode)
- Anna Schudt (10. Episode)
- Marie-Lou Sellem (10. Episode)
- Pina Kühr (10. Episode)
- Franz Hartwig (10. Episode)
- Hansjürgen Hürrig (10. Episode)
- Dirk Ossig (10. Episode)
- Fiva (10. Episode)
- Valerie Niehaus (11. Episode)
- Anja Reschke (11. Episode)
- Götz Otto (11. Episode)
- Luise Risch (11. Episode)
- Luca Zamperoni (11. Episode)
- Mirko Lang (11. Episode)
- Felix Vörtler (11. Episode)
- Maike Bollow (11. Episode)
- Ann-Kathrin Kramer (Die Entgiftung und 20. Episode)
- Kai Wiesinger (Die Entgiftung)
- Joe Bausch (12. Episode)
- Rainer Reiners (12. Episode)
- Jacob Matschenz (12. Episode)
- Florian Bartholomäi (12. Episode)
- Nora Binder (12. Episode)
- Christin Nichols (12. Episode)
- Jan Josef Liefers (13. Episode)
- Toni Schumacher (13. Episode)
- Christian Wittmann (13. Episode)
- Mareile Höppner (13. Episode)
- Rainer Bock (13. Episode)
- Denise M’Baye (13. und 20. Episode)
- Sebastian Schwarz (13. und 18. Episode)
- Marleen Lohse (13. Episode)
- Eva Nürnberg (13. Episode)
- Lukas von Horbatschewsky (14. Episode)
- Roland Riebeling (14. Episode)
- Tino Hillebrand (14. Episode)
- Klaus Nierhoff (14. Episode)
- Gustav Peter Wöhler (14. Episode)
- Georg Uecker (14. Episode)
- Sylvia Mayer (14. Episode)
- Merve Aksoy (14. Episode)
- Milena Schedle (14. Episode)
- Ivo Kortlang (15. Episode)
- Jasna Fritzi Bauer (15. Episode)
- Denis Schmidt (15. Episode)
- Emilia Bernsdorf (15. Episode)
- Luise Wolfram (15. Episode)
- Matthias Bundschuh (15. Episode)
- Stephanie Stremler (15. Episode)
- Esther Sedlaczek (15. Episode)
- Florian Naß (15. Episode)
- Antonia von Romatowski (15. Episode)
- Meike Droste (16. Episode)
- Ulrike Kriener (16. Episode)
- Judith Engel (16. Episode)
- Ferdinand Hofer (16. Episode)
- Özgur Karadeniz (16. Episode)
- Pia Micaela Barucki (16. Episode)
- Juliane Köhler (16. und 20. Episode)
- Anne Düe (16. Episode)
- Steffen Will (16. Episode)
- Alexandra Schalaudek (16. Episode)
- Karen Dahmen (16. Episode)
- Camille Dombrowsky (17. Episode)
- Timur Bartels (17. Episode)
- Leonard Lansink (17. Episode)
- Annabelle Mandeng (17. Episode)
- Martin Brambach (17. Episode)
- Daniel Zillmann (17. Episode)
- Dela Dabulamanzi (17. Episode)
- Bastian Reiber (17. Episode)
- Katharina M. Schubert (17. Episode)
- Nilam Farooq (17. Episode)
- Harald Krassnitzer (17. Episode)
- Melodie Wakivuamina (17. Episode)
- Victor Schefé (17. Episode)
- Matthias Weidenhöfer (18. Episode)
- Nina Kunzendorf (18. Episode)
- David Ali Rashed (18. Episode)
- Lea van Acken (18. Episode)
- Mark Waschke (18. Episode)
- Altine Emini (18. Episode)
- Diana Amft (18. und 19. Episode)
- Laura Osswald (18. und 19. Episode)
- Katharina Hirschberg (18. und 19. Episode)
- Jasmin Shakeri (19. Episode)
- Wolke Hegenbarth (19. Episode)
- Godehard Giese (19. Episode)
- Sara Fazilat (19. Episode)
- Minh-Khai Phan-Thi (19. Episode)
- Andreas Hoppe (19. Episode)
- Wolfgang Michael (19. Episode)
- Marek Harloff (19. Episode)
- BABYJOY (19. Episode)
- Katrin Bauerfeind (20. Episode)
- Gesine Cukrowski (20. Episode)
- Meret Becker (20. Episode)
- Hazel Brugger (20. Episode)
- Palina Rojinski (20. Episode)
- Ilonka Petruschka (20. Episode)
- Thekla Viloo Fliesberg (20. Episode)
- Hannah Gharib (20. Episode)
- Petra Zieser (20. Episode)
- Eleonore Weisgerber (20. Episode)
- Liz Baffoe (20. Episode)
- Tanja Schumann (20. Episode)
- Isabel Trimborn (20. Episode)
- Elisabeth Clarke-Hasters (20. Episode)
- Jutta Speidel (20. Episode)
- Petra Nadolny (20. Episode)
- Dagmar Sachse (20. Episode)
- Bianca Hauda (20. Episode)

## Auszeichnungen und Nominierungen
Juliane-Bartel-Preis

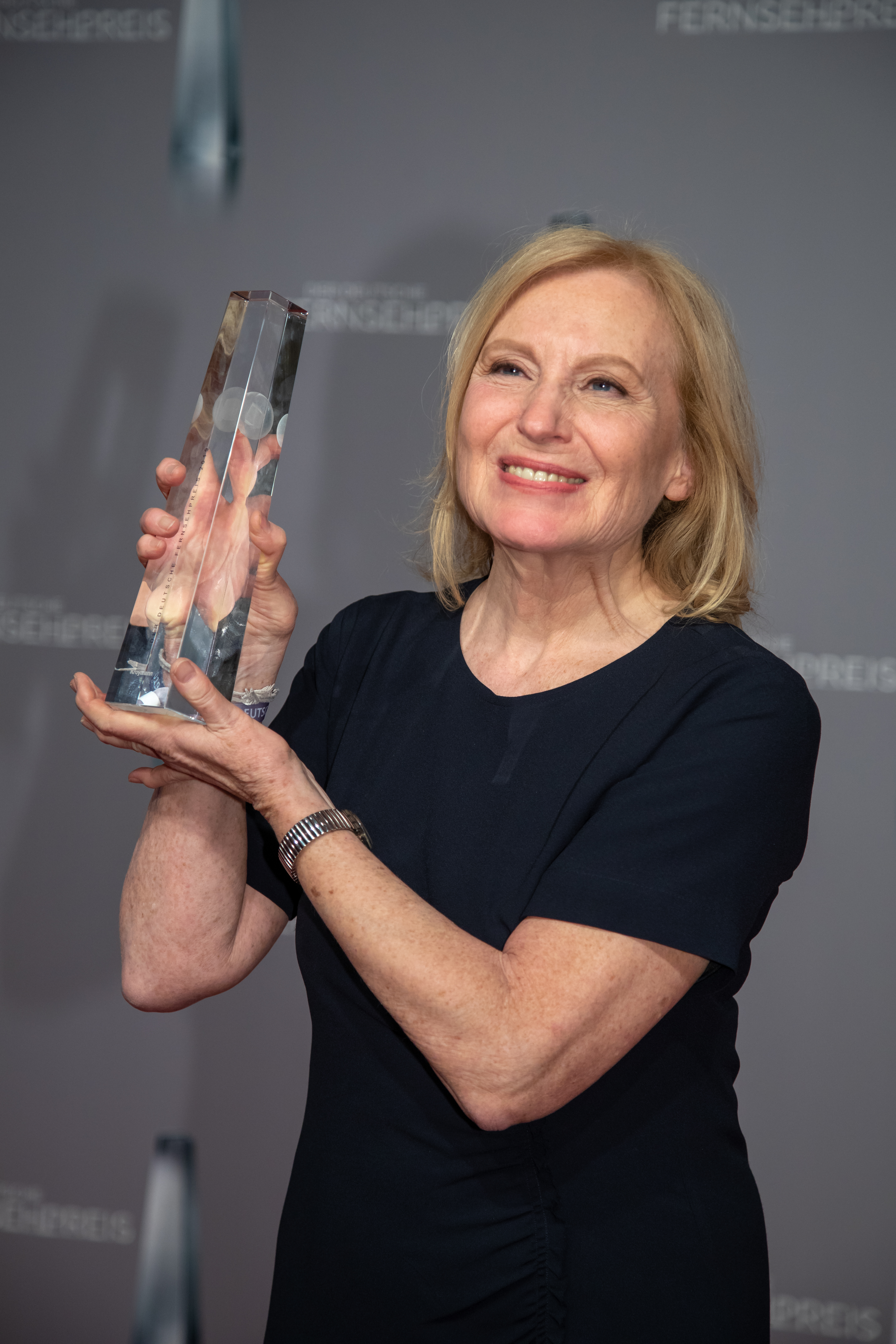
Maren Kroymann mit dem Deutschen Fernsehpreis 2019

- 2017: Auszeichnung in der Kategorie Fernsehen, Fernsehfilm und -serie[2]

Rose d’Or
- 2017: Nominierung in der Kategorie Comedy[3]

Grimme-Preis
- 2018: Auszeichnung in der Kategorie Unterhaltung[4]
- 2019: Auszeichnung in der Kategorie Unterhaltung
- 2021: Nominierung in der Kategorie Unterhaltung für Staffel 3 und 4[5]
- 2025: Auszeichnung in der Kategorie Unterhaltung

Deutsche Akademie für Fernsehen
- 2018: Auszeichnung in der Kategorie Fernsehunterhaltung für Maren Kroymann, Philipp Käßbohrer und Matthias Murmann

Deutscher Fernsehpreis
- 2019: Auszeichnung in der Kategorie Beste Comedy für Maren Kroymann, Philipp Käßbohrer und Annette Strelow